# Centrale électrique de Manufrance
La centrale électrique de Manufrance  est une manufacture située dans la ville française de Saint-Étienne. Fleuron de l’industrie stéphanoise, elle loge désormais le Palais de Congrès, le siège de la Caisse d’Épargne, et l'extension de l’École des Mines.

## Situation
L’édifice se situe sur des terrains achetés en 1890, dans une extension assez irrégulière, le long du cours Fauriel, au 51 cours Fauriel, anciennement 53.

## Contexte historique

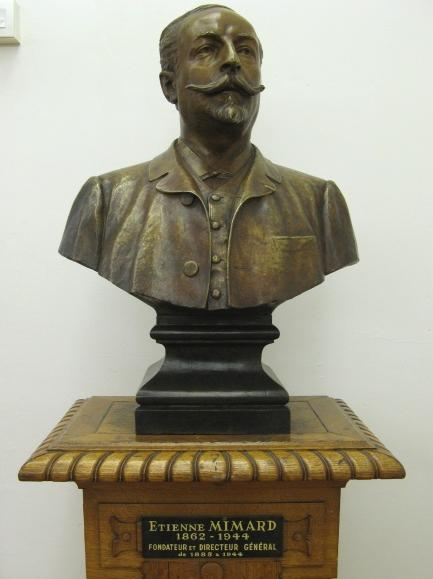
Buste d’Étienne Mimard.

La manufacture est construite à Saint-Étienne, au XIXe siècle, à une époque d’aménagement de la ville en véritable industrie conduisant à la désignation de ville « de l'arme, du cycle et du ruban ».
Étienne Mimard est né à Sens le 18 janvier 1862, il eut un certificat d’études et un diplôme de dessinateur d’imitation et d’ornement à l’école professionnelle locale en 1876. Il est fils unique d’un père aisé artisan armurier. Il arrive à Saint-Étienne en 1883. En mai 1884, il est employé dans une entreprise de fabrication et de négoce en armurerie qui deviendra la future manufacture.

## Histoire
Une première manufacture fut créée place Villeboeuf en 1885 par Étienne Mimard et Pierre Blachon dans les locaux de l'entreprise d'armes Martinier-et-Collin. Avec le croissant et rapide développement de l’entreprise et notamment par l’apparition de la bicyclette, les ateliers deviennent trop restreints et les deux associés se voient créer une usine modèle au cours Fauriel, devenant un palais industriel. Les travaux commencent en 1893. Le cœur de cette installation est la Centrale Énergie édifiée en 1902 qui correspond au bâtiment des machines, l’utilisation de l’électricité montre sa modernité. Ce n’est qu’en 1909 qu’elle prend le nom de Manufacture Française d'Armes et Cycles de Saint Etienne et ensuite Manufrance. En 1910, le grand hall d’administration est érigé affirmant le point de vue administratif et industriel de l’usine. L’usine à étages (barre Lassaigne), en ciment armé système Hennebique, émerge en 1916 sous l’architecte Léon Lamaizière, cette opération s’est faite avant la fin de sa collaboration avec le commanditaire en 1919. Le Palais de Congrès, le siège de la Caisse d’Épargne, et l'extension de l’École des Mines s’y installent lorsque la ville en devient propriétaire. Elle était alors la plus grande friche industrielle d’Europe.
En 1985, la société est mise en liquidation judiciaire avant de renaître en 1988 sous l'influence de Jacques Tavitian.
Les façades et les toitures, et le matériel industriel à l'intérieur du bâtiment : tableaux électriques, pont roulant et les deux moteurs sont inscrits au titre des monuments historiques par arrêté du 22 décembre 2002.

## Description
La conception d’un module architectural de 120 mètres de long est imaginée par Léon Lamaizière. 
La Centrale Énergie s’est agrandie à la suite du grand hall avec une architecture soignée. L’ensemble est aligné, le soubassement est à bossages. Des ouvertures hautes, rectangulaires à agrafes en consoles sont encadrées de pilastres à faible relief à l’étage principal. Un escalier et une porte centrale dont l'entablement repose sur des consoles sont disposés dans la façade principale, des fenêtres à entablement sont mises tout autour de l’entrée. Une baie en arc surbaissé à meneau central en pierre, encadrée de pilastres à faible relief est alignée dans l’entrée par un axe de façade, elle a un fronton triangulaire brisé orné d'un motif à palmettes et un entablement avec un cartouche. Sur celui-ci est gravé l’année 1902 en branches de feuilles. 
L'intégralité est en style architectural hétérogène, évoluant comme centre d'affaires Espace Flauriel (principal pôle tertiaire de l'agglomération) au cours des années 1990.

## Galerie

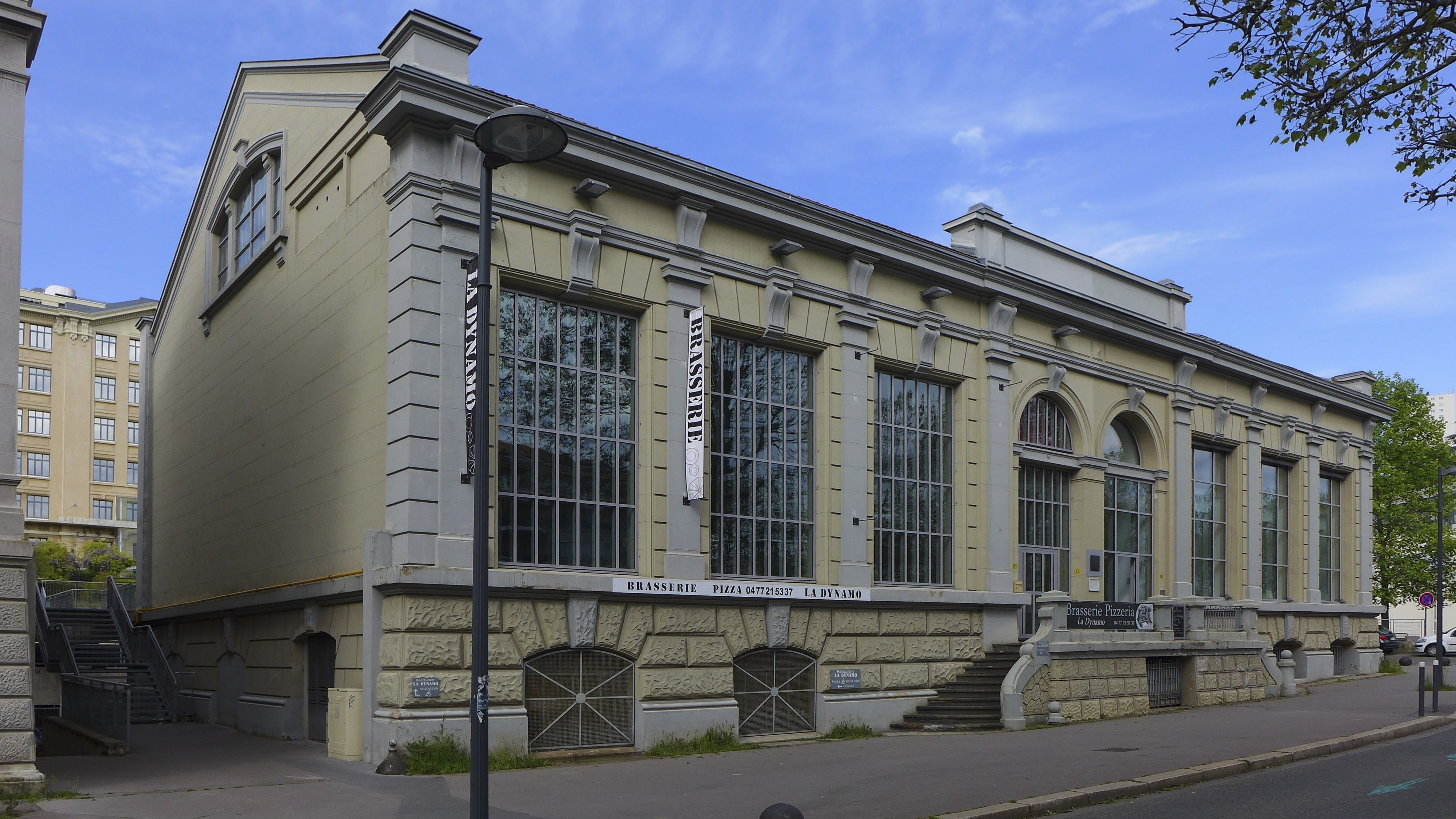
Vue générale de la centrale.
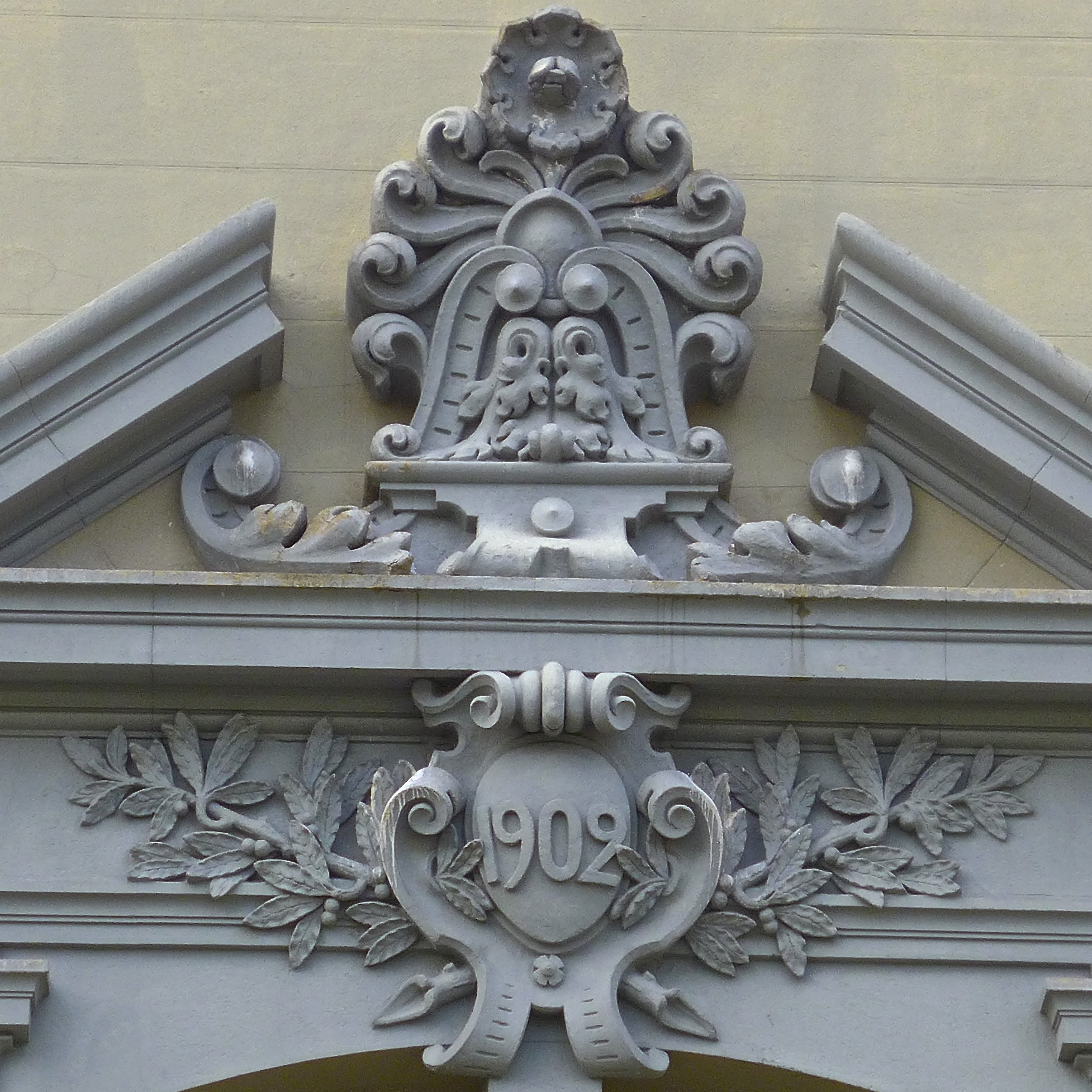
Détail de la façade sud.
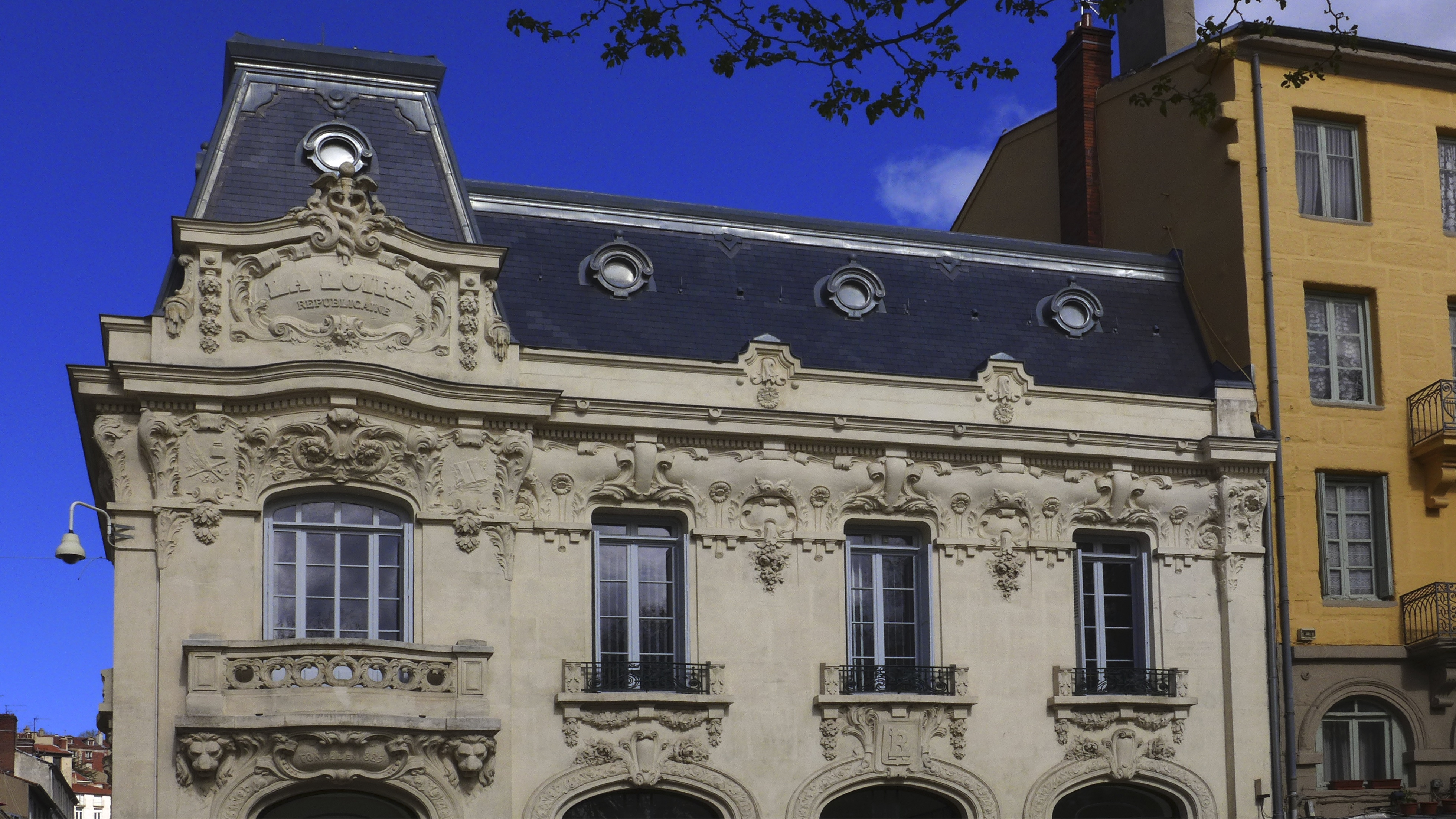
Façade de l'immeuble de la Loire républicaine à Saint-Étienne.
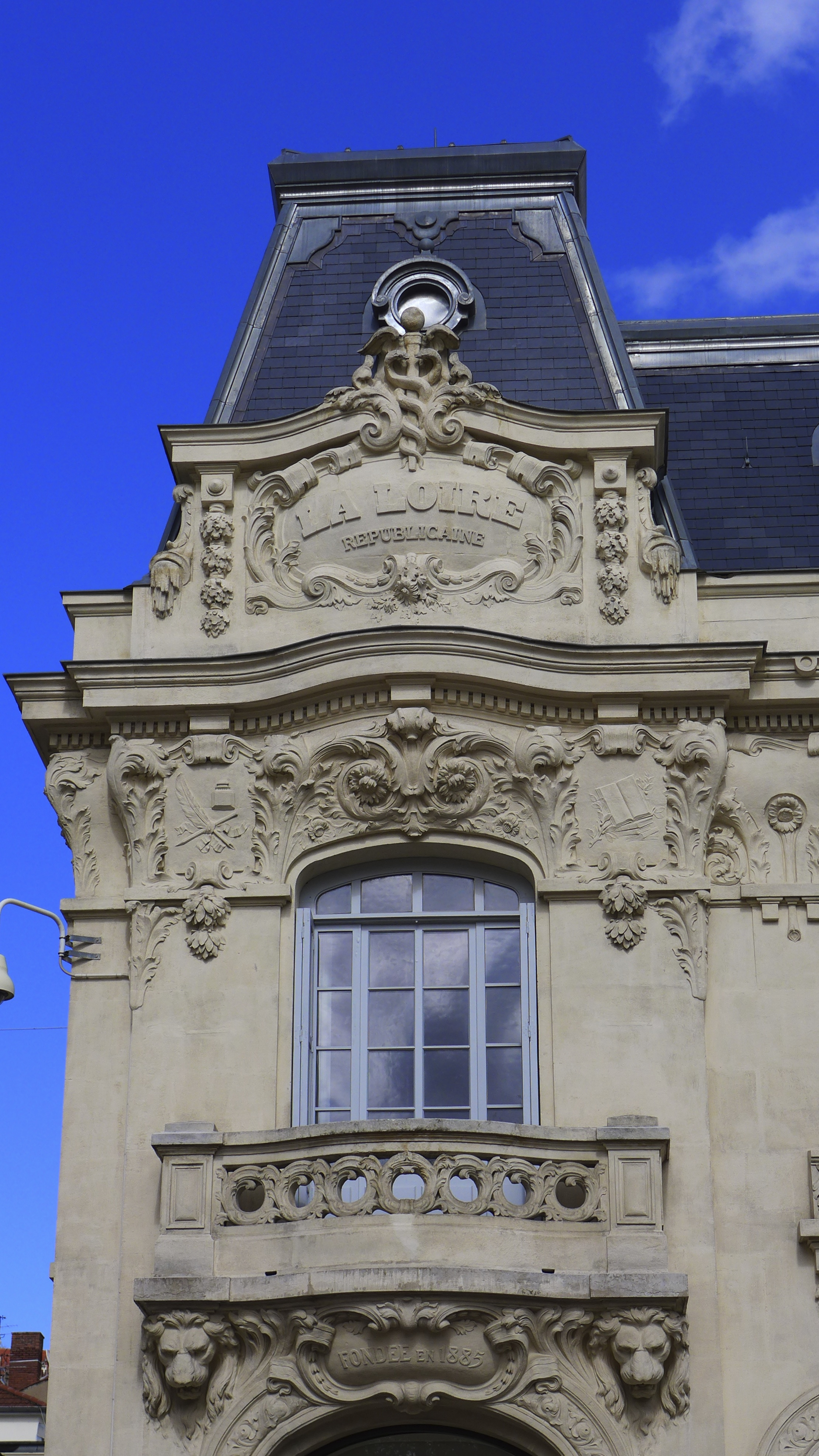
Détail de la façade de l'immeuble de la Loire républicaine à Saint-Étienne.